# How to Train Your Dragon 2
How to Train Your Dragon 2 (Nederlandse titel: Hoe tem je een draak 2) is een Amerikaanse computeranimatiefilm uit 2014 in 2D en 3D, geregisseerd door Dean DeBlois en geproduceerd door DreamWorks Animation.
Het verhaal is losjes gebaseerd op dat uit de gelijknamige boekenreeks van Cressida Cowell. De film ging in wereldpremière op 16 mei 2014 op het Filmfestival van Cannes. In 2015 won de film een Golden Globe voor beste lange animatiefilm. Ook is de film hetzelfde jaar hiermee in genomineerd voor een Oscar.
In het voorjaar van 2019 verscheen de vervolgfilm How to Train Your Dragon: The Hidden World, als derde film in de serie.

## Verhaal
Vijf jaar zijn verstreken sinds Hiccup bevriend raakte met de draak Toothless. Nu gaan ze weer op avontuur om te vluchten van zijn verantwoordelijkheden. Wanneer ze in een onbekend gebied verzeild raken, vliegen ze zo snel mogelijk terug. Wanneer ze later terugkomen op het onbekende land, komen ze in een grot en daar leven honderden andere draken.

## Rolverdeling

### Engels
| Acteur                   | Personage         |
| ------------------------ | ----------------- |
| Jay Baruchel             | Hiccup            |
| Cate Blanchett           | Valka             |
| Gerard Butler            | Stoick            |
| Craig Ferguson           | Gobber            |
| America Ferrera          | Astrid            |
| Jonah Hill               | Snotlout          |
| Christopher Mintz-Plasse | Fishlegs          |
| T.J. Miller              | Tuffnut           |
| Kristen Wiig             | Ruffnut           |
| Djimon Hounsou           | Drago Bludvist    |
| Kit Harington            | Eret              |
| Kieron Elliott           | Hoark the Haggard |
| Philip McGrade           | Starkard          |
| Andrew Ableson           | Ug                |
| Gideon Emery             | Teeny             |
| Simon Kassianides        | No-Name           |

### Nederlands
| Acteur           | Personage                      |
| ---------------- | ------------------------------ |
| Tygo Gernandt    | Drago                          |
| Patrick Martens  | Hikkie, Heibot de Hardvochtige |
| Thekla Reuten    | Valka                          |
| Peter Tuinman    | Stompum de Forse               |
| Terence Schreurs | Astrid                         |
| Géza Weisz       | Eret                           |